# 崇德東里
崇德東里，是台灣南部自清治時期至日治初期的一個行政區劃，拆分自崇德里，其範圍即今高雄市的田寮區北部。
崇德東里北邊為內新豐里，東邊為羅漢內門里，南邊為嘉祥內里，西邊為嘉祥外里、崇德西里。

## 管轄街庄
崇德東里共轄2個庄：
- 今田寮區境內：狗氳氤庄、古亭坑庄

狗氳氤庄在戰後以崇德為村名。